# 1476 Кокс
1476 Кокс (1476 Cox) — астероїд головного поясу, відкритий 10 вересня 1936 року.
Тіссеранів параметр щодо Юпітера — 3,573.